# Javier Mas
Javier Mas Arrondo (Zaragoza, 29 de abril de 1952)  es un músico multiinstumentista, compositor y arreglista español que toca la guitarra de doce cuerdas, el archilaud, la bandurria y el laúd. Ha tocado con Carlos Cano, Raimundo Amador, Agapito Marazuela, Julia León o Maria del Mar Bonet,  desde 2008 tocó en giras junto a Leonard Cohen, también participó en sus grabaciones. Es padre del también guitarrista Mario Mas.

## Trayectoria artística
Javier Mas fue durante más de dos décadas compañero musical de Maria del Mar Bonet y ha trabajado con artistas como Carlos Cano, Ovidi Montllor, José Antonio Labordeta, Julia León, Joaquin Carbonell, La Bullonera, Kiko Veneno y Manolo García. Su vida dio un giro cuando Leonard Cohen le fichó para su ‘tour’ de regreso, en el 2008, y los que le siguieron. Cohen descubrió a Javier Mas en un disco de homenaje a Jackson Browne, un disco coordinado por el poeta Alberto Manzano, traductor y amigo de Cohen. En 2003 graba el disco "Ayatana" junto a Àngel Pereira, Nan Mercader y la voz de Vicky Romero, trabajo que presentaron en directo en diversos escenarios.